# Frigogasatore

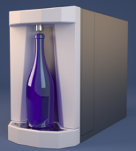
Frigogasatore

Un frigogasatore è un elettrodomestico che raffredda e addiziona anidride carbonica all'acqua prelevata dalla rete idrica.
Il raffreddamento dell'acqua permette di raggiungere un'elevata concentrazione di anidride carbonica nell'acqua. Infatti la solubilità dell'anidride carbonica in acqua aumenta al diminuire della temperatura.